# Béguédo (departamento)
Béguédo é um departamento ou comuna da província de Boulgou no Burkina Faso. A sua capital é a cidade de Béguédo.
Em 1 de julho de 2018 tinha uma população estimada em 27427 habitantes.